# Mistrovství světa v ragby 2011

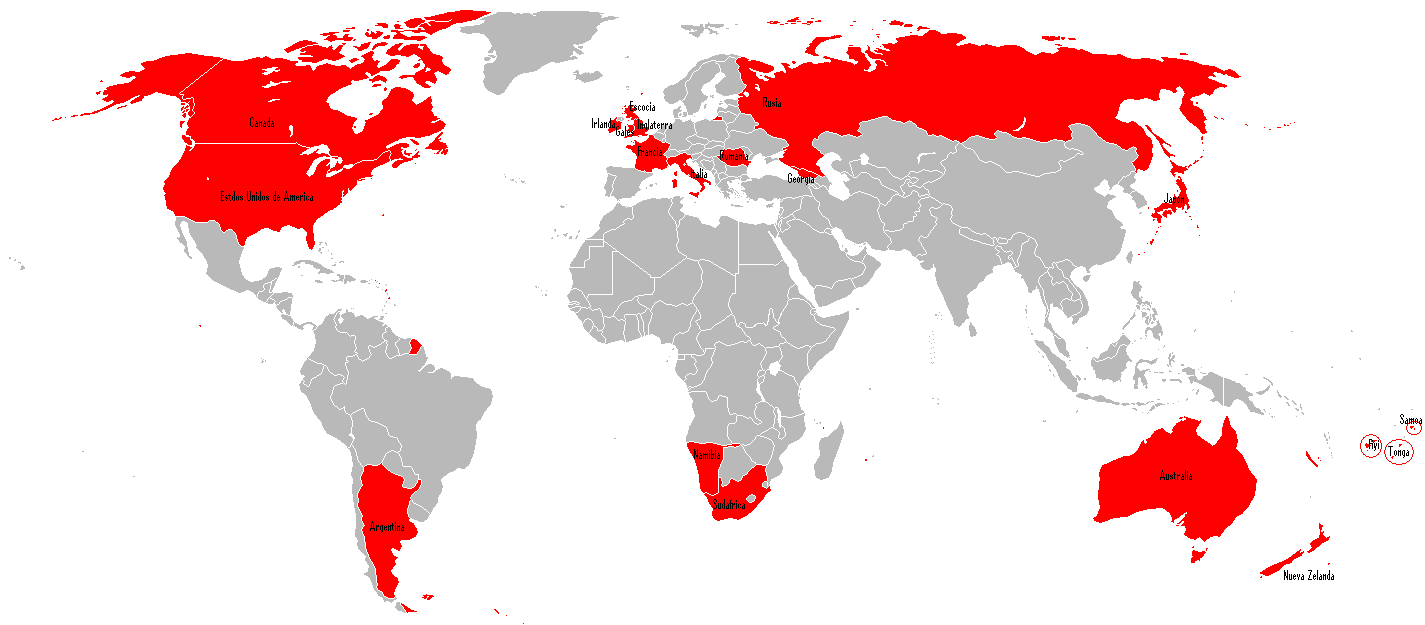
Země zúčastněné na MS 2011

Mistrovství světa v ragby 2011 se konalo od 9. září do 23. října 2011 na Novém Zélandu. Bylo to v pořadí sedmé mistrovství světa v ragby union. Šampionát vyhrál domácí tým zvaný All Blacks, pro nějž to byl druhý zisk poháru Webba Ellise v historii. Souboj o 3. místo vyhrála Austrálie, která porazila Wales 21:18.
Turnaje se zúčastnilo 20 týmů. Hrálo se na 12 různých stadionech po celém Novém Zélandu, centrem šampionátu ale byl Eden Park v Aucklandu, který hostil kromě dvou zápasů celé play-off včetně finále. Nejvíce bodů (62) si připsal Jihoafričan Morné Steyn a nejvíce pětek (6) položili Angličan Chris Ashton a Francouz Vincent Clerc.

## Kvalifikace
Z MS 2007 se automaticky kvalifikovaly země, co v základní skupinách skončili nejhůře na třetím místě. Zbylých osm míst obsadili z regionálních kvalifikací Namibie, Kanada, USA, Japonsko, Gruzie, Rusko a Samoa. Poslední místo z mezikontinentálních zápasů získalo Rumunsko, které v dvojzápase porazilo Uruguay. Předcházely tomu dva zápasy, kde Rumunsko dokázalo porazit Tunisko 56:13 a Uruguay vyhrála nad Kazachstánem 44:7.

## Základní skupiny
| Legenda k barvám | Legenda k barvám                                                                                            |
| ---------------- | --- |
|                  | Týmy, které postoupily do čtvrtfinále, čímž se automaticky kvalifikovaly na mistrovství světa v ragby 2015. |
|                  | Vyřazené týmy na třetích místech ve skupinách, které se kvalifikovaly na mistrovství světa v ragby 2015.    |

### Skupina A

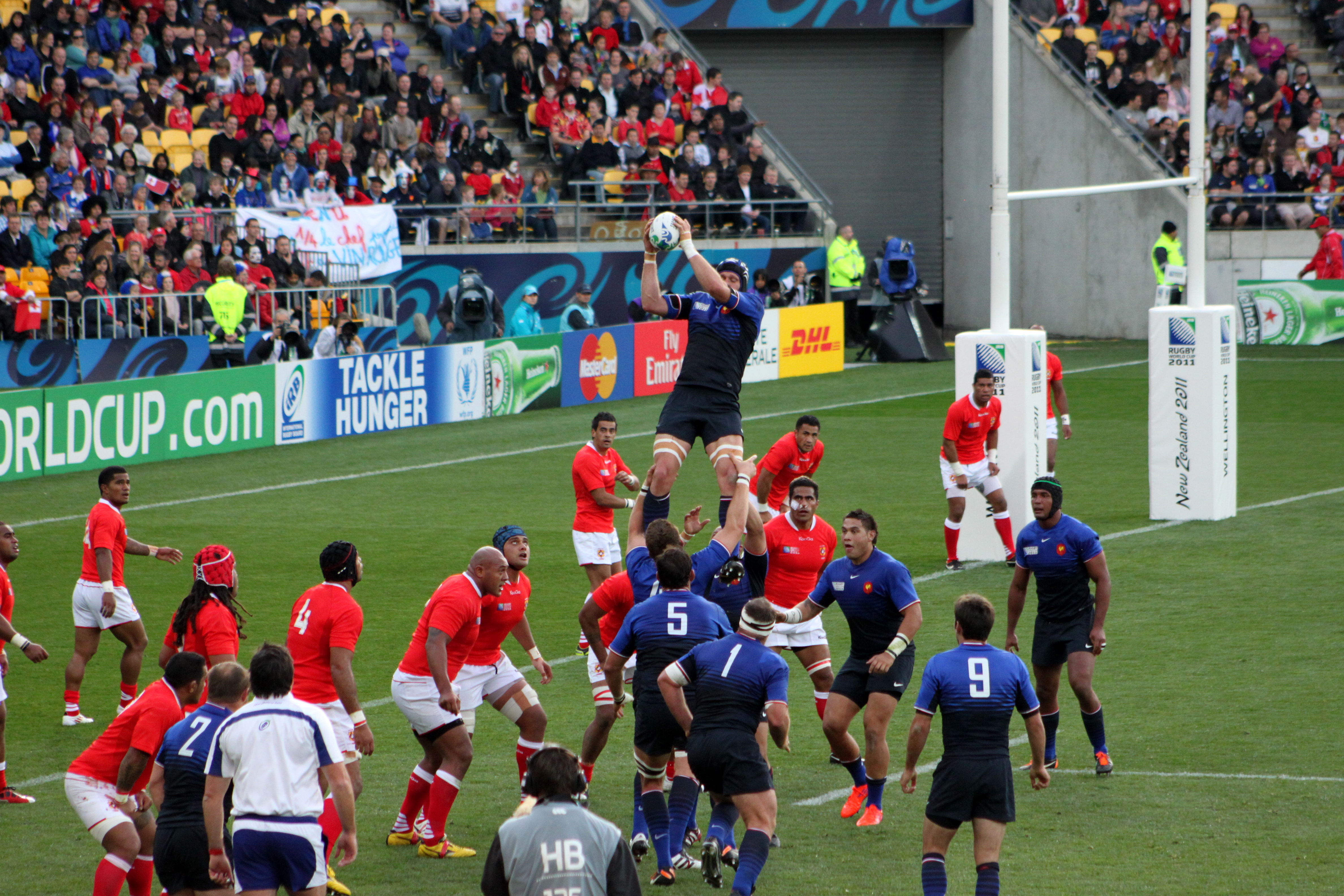
Zápas Francie proti Tonze

| Tým         | Z | V | R | P | 5  | ZB  | OB  | +/−  | BB | B  |
| ----------- | - | - | - | - | -- | --- | --- | ---- | -- | -- |
| Nový Zéland | 4 | 4 | 0 | 0 | 36 | 240 | 49  | +191 | 4  | 20 |
| Francie     | 4 | 2 | 0 | 2 | 13 | 124 | 96  | +28  | 3  | 11 |
| Tonga       | 4 | 2 | 0 | 2 | 7  | 80  | 98  | −18  | 1  | 9  |
| Kanada      | 4 | 1 | 1 | 2 | 9  | 82  | 168 | −86  | 0  | 6  |
| Japonsko    | 4 | 0 | 1 | 3 | 8  | 69  | 184 | −115 | 0  | 2  |

| 9. září 2011  | Nový Zéland | 41 – 10 | Tonga    | Eden Park, Auckland                |
| 10. září 2011 | Francie     | 47 – 21 | Japonsko | North Harbour Stadium, Auckland    |
| 14. září 2011 | Tonga       | 20 – 25 | Kanada   | Northland Events Centre, Whangarei |
| 16. září 2011 | Nový Zéland | 83 – 7  | Japonsko | Waikato Stadium, Hamilton          |
| 18. září 2011 | Francie     | 46 – 19 | Kanada   | McLean Park, Napier                |
| 21. září 2011 | Tonga       | 31 – 18 | Japonsko | Northland Events Centre, Whangarei |
| 24. září 2011 | Nový Zéland | 37 – 17 | Francie  | Eden Park, Auckland                |
| 27. září 2011 | Kanada      | 23 – 23 | Japonsko | McLean Park, Napier                |
| 1. října 2011 | Francie     | 14 – 19 | Tonga    | Regional Stadium, Wellington       |
| 2. října 2011 | Nový Zéland | 79 – 15 | Kanada   | Regional Stadium, Wellington       |

### Skupina B

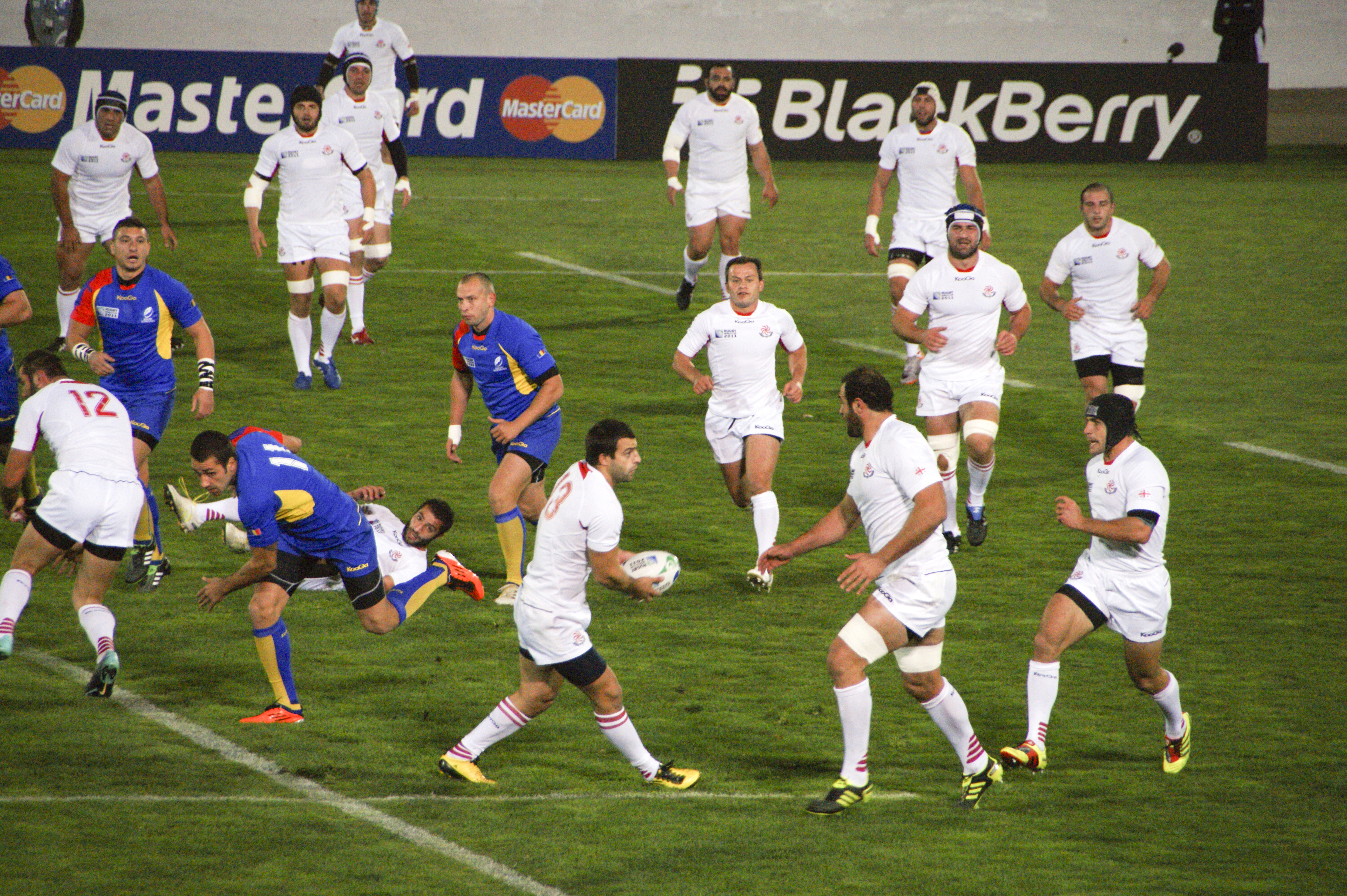
Zápas Gruzie proti Rumunsku

| Tým       | Z | V | R | P | 5  | ZB  | OB  | +/−  | BB | B  |
| --------- | - | - | - | - | -- | --- | --- | ---- | -- | -- |
| Anglie    | 4 | 4 | 0 | 0 | 18 | 137 | 34  | +103 | 2  | 18 |
| Argentina | 4 | 3 | 0 | 1 | 10 | 90  | 40  | +50  | 2  | 14 |
| Skotsko   | 4 | 2 | 0 | 2 | 4  | 73  | 59  | +14  | 3  | 11 |
| Gruzie    | 4 | 1 | 0 | 3 | 3  | 48  | 90  | −42  | 0  | 4  |
| Rumunsko  | 4 | 0 | 0 | 4 | 3  | 44  | 169 | −125 | 0  | 0  |

| 10. září 2011 | Skotsko   | 34 – 24 | Rumunsko  | Rugby Park Stadium, Invercargill |
| 10. září 2011 | Anglie    | 13 – 9  | Argentina | Otago Stadium, Dunedin           |
| 14. září 2011 | Skotsko   | 15 – 6  | Gruzie    | Rugby Park Stadium, Invercargill |
| 17. září 2011 | Argentina | 43 – 8  | Rumunsko  | Rugby Park Stadium, Invercargill |
| 18. září 2011 | Anglie    | 41 – 10 | Gruzie    | Otago Stadium, Dunedin           |
| 24. září 2011 | Anglie    | 67 – 3  | Rumunsko  | Otago Stadium, Dunedin           |
| 25. září 2011 | Argentina | 13 – 12 | Skotsko   | Regional Stadium, Wellington     |
| 28. září 2011 | Gruzie    | 25 – 9  | Rumunsko  | Arena Manawatu, Palmerston North |
| 1. října 2011 | Anglie    | 16 – 12 | Skotsko   | Eden Park, Auckland              |
| 2. října 2011 | Argentina | 25 – 7  | Gruzie    | Arena Manawatu, Palmerston North |

### Skupina C

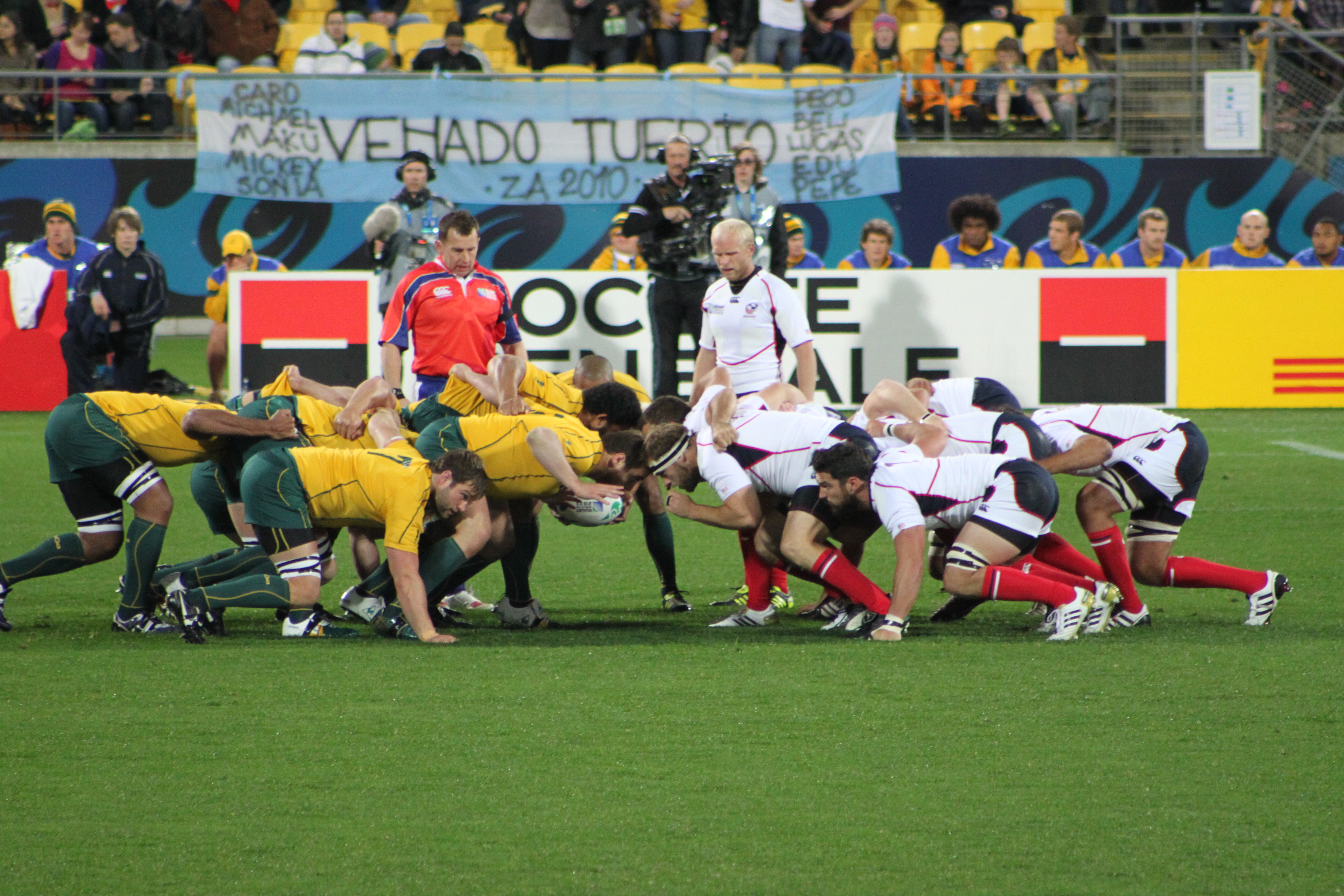
Zápas Austrálie proti USA

| Tým       | Z | V | R | P | 5  | ZB  | OB  | +/−  | BB | B  |
| --------- | - | - | - | - | -- | --- | --- | ---- | -- | -- |
| Irsko     | 4 | 4 | 0 | 0 | 15 | 135 | 34  | +101 | 1  | 17 |
| Austrálie | 4 | 3 | 0 | 1 | 25 | 173 | 48  | +125 | 3  | 15 |
| Itálie    | 4 | 2 | 0 | 2 | 13 | 92  | 95  | −3   | 2  | 10 |
| USA       | 4 | 1 | 0 | 3 | 4  | 38  | 122 | −84  | 0  | 4  |
| Rusko     | 4 | 0 | 0 | 4 | 8  | 57  | 196 | −139 | 1  | 1  |

| 11. září 2011 | Austrálie | 32 – 6  | Itálie | North Harbour Stadium, Auckland |
| 11. září 2011 | Irsko     | 22 – 10 | USA    | Stadium Taranaki, New Plymouth  |
| 15. září 2011 | Rusko     | 6 – 13  | USA    | Stadium Taranaki, New Plymouth  |
| 17. září 2011 | Austrálie | 6 – 15  | Irsko  | Eden Park, Auckland             |
| 20. září 2011 | Itálie    | 53 – 17 | Rusko  | Trafalgar Park, Nelson          |
| 23. září 2011 | Austrálie | 67 – 5  | USA    | Regional Stadium, Wellington    |
| 25. září 2011 | Irsko     | 62 – 12 | Rusko  | International Stadium, Rotorua  |
| 27. září 2011 | Itálie    | 27 – 10 | USA    | Trafalgar Park, Nelson          |
| 1. října 2011 | Austrálie | 68 – 22 | Rusko  | Trafalgar Park, Nelson          |
| 2. října 2011 | Irsko     | 36 – 6  | Itálie | Otago Stadium, Dunedin          |

### Skupina D

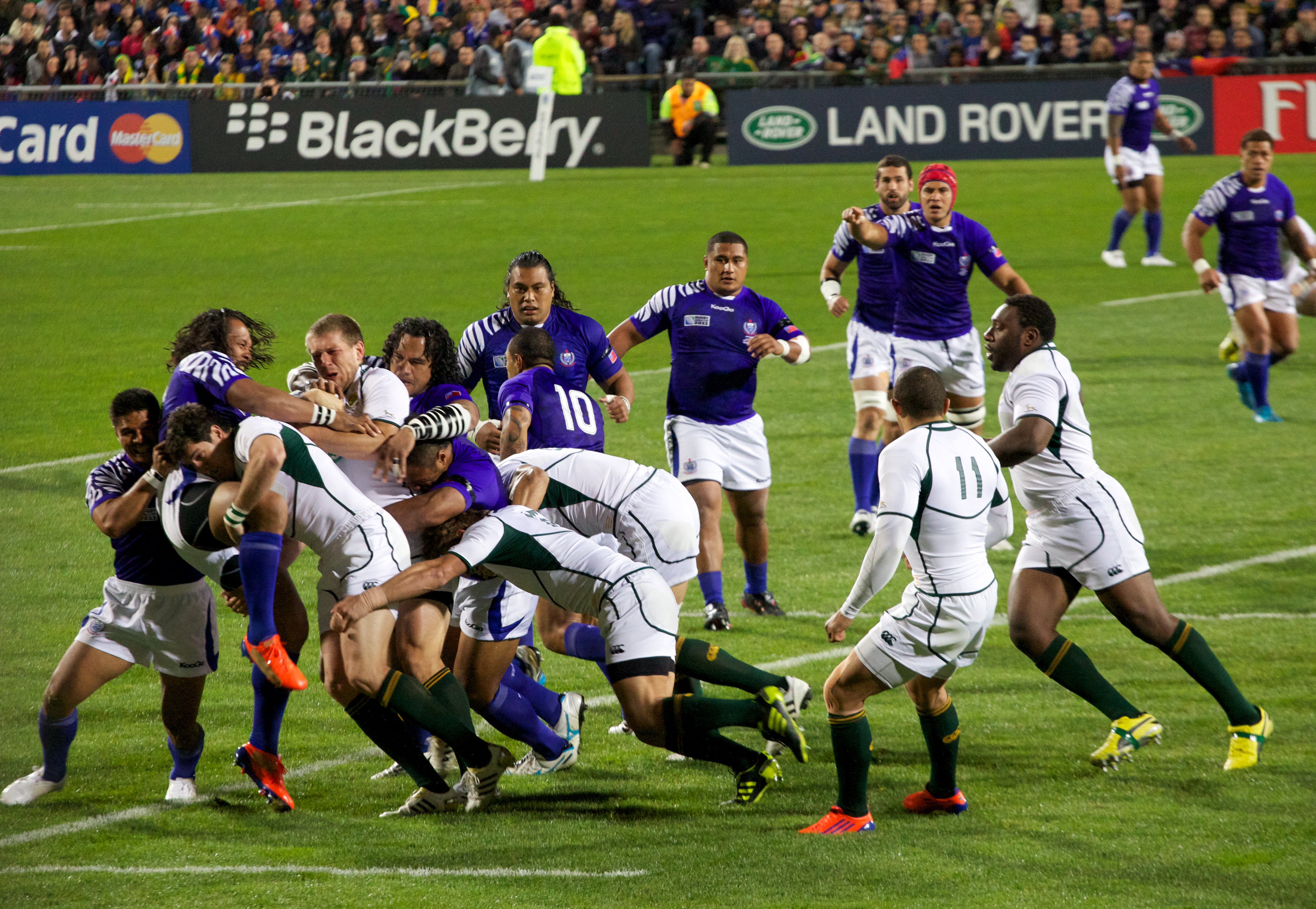
Zápas Jižní Afrika proti Samoi

| Tým          | Z | V | R | P | 5  | ZB  | OB  | +/−  | BB | B  |
| ------------ | - | - | - | - | -- | --- | --- | ---- | -- | -- |
| Jižní Afrika | 4 | 4 | 0 | 0 | 21 | 166 | 24  | +142 | 2  | 18 |
| Wales        | 4 | 3 | 0 | 1 | 23 | 180 | 34  | +146 | 3  | 15 |
| Samoa        | 4 | 2 | 0 | 2 | 9  | 91  | 49  | +42  | 2  | 10 |
| Fidži        | 4 | 1 | 0 | 3 | 7  | 59  | 167 | −108 | 1  | 5  |
| Namibie      | 4 | 0 | 0 | 4 | 5  | 44  | 266 | −222 | 0  | 0  |

| 10. září 2011 | Fidži        | 49 – 25 | Namibie | International Stadium, Rotorua  |
| 11. září 2011 | Jižní Afrika | 17 – 16 | Wales   | Regional Stadium, Wellington    |
| 14. září 2011 | Samoa        | 49 – 12 | Namibie | International Stadium, Rotorua  |
| 17. září 2011 | Jižní Afrika | 49 – 3  | Fidži   | Regional Stadium, Wellington    |
| 18. září 2011 | Wales        | 17 – 10 | Samoa   | Waikato Stadium, Hamilton       |
| 22. září 2011 | Jižní Afrika | 87 – 0  | Namibie | North Harbour Stadium, Auckland |
| 25. září 2011 | Fidži        | 7 – 27  | Samoa   | Eden Park, Auckland             |
| 26. září 2011 | Wales        | 81 – 7  | Namibie | Stadium Taranaki, New Plymouth  |
| 30. září 2011 | Jižní Afrika | 13 – 5  | Samoa   | North Harbour Stadium, Auckland |
| 2. října 2011 | Wales        | 66 – 0  | Fidži   | Waikato Stadium, Hamilton       |

## Play-off

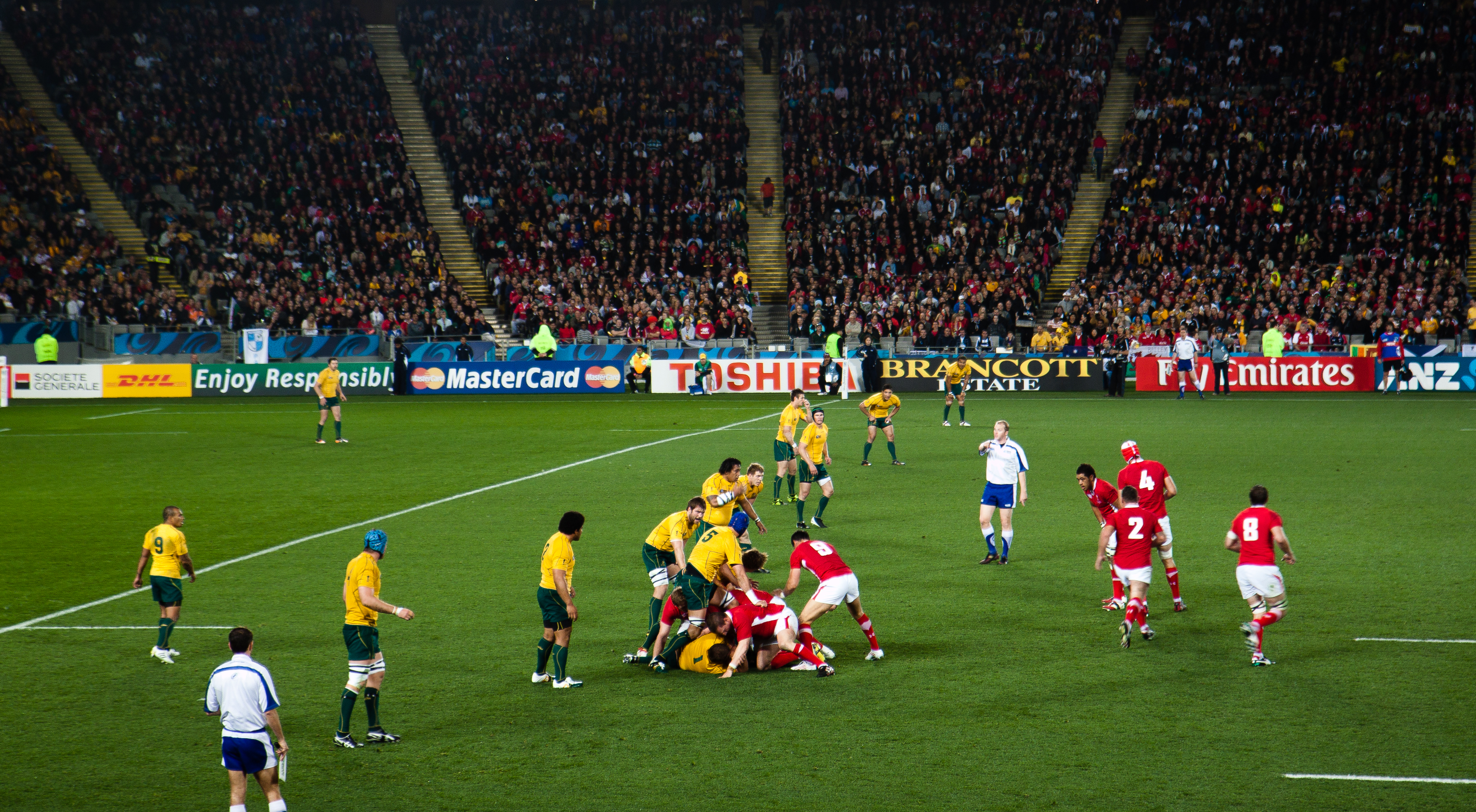
Zápas o bronzové medaile: Wales vs. Austrálie

|  | Čtvrtfinále                | Čtvrtfinále               |                           |           | Semifinále  | Semifinále  |  |  | Finále                    | Finále |
|  |                            |                           |                           |           |             |             |  |  |                           |        |
|  | 8. října 2011 (Wellington) |                           |                           |           |             |             |  |  |                           |        |
|  |                            |                           |                           |           |             |             |  |  |                           |        |
|  | Irsko                      | 10                        |                           |           |             |             |  |  |                           |        |
|  | Irsko                      | 10                        | 15. října 2011 (Auckland) |           |             |             |  |  |                           |        |
|  | Wales                      | 22                        |                           |           |             |             |  |  |                           |        |
|  | Wales                      | 22                        | Wales                     | 8         |             |             |  |  |                           |        |
|  | 8. října 2011 (Auckland)   |                           | Wales                     | 8         |             |             |  |  |                           |        |
|  |                            | Francie                   | 9                         |           |             |             |  |  |                           |        |
|  | Anglie                     | Francie                   | 9                         | 12        |             |             |  |  |                           |        |
|  | Anglie                     |                           | 23. října 2011 (Auckland) | 12        |             |             |  |  |                           |        |
|  | Francie                    | 19                        |                           |           |             |             |  |  |                           |        |
|  | Francie                    | 19                        | Francie                   | 7         |             |             |  |  |                           |        |
|  | 9. října 2011 (Wellington) |                           | Francie                   | 7         |             |             |  |  |                           |        |
|  |                            | Nový Zéland               | 8                         |           |             |             |  |  |                           |        |
|  | Jižní Afrika               | Nový Zéland               | 8                         | 9         |             |             |  |  |                           |        |
|  | Jižní Afrika               | 16. října 2011 (Auckland) |                           | 9         |             |             |  |  |                           |        |
|  | Austrálie                  | 11                        |                           |           |             |             |  |  |                           |        |
|  | Austrálie                  | 11                        | Austrálie                 | 6         | Třetí místo | Třetí místo |  |  |                           |        |
|  | 9. října 2011 (Auckland)   |                           | Austrálie                 | 6         | Třetí místo | Třetí místo |  |  |                           |        |
|  |                            | Nový Zéland               | 20                        |           |             |             |  |  |                           |        |
|  | Nový Zéland                | Nový Zéland               | 20                        | 33        | Wales       | 18          |  |  |                           |        |
|  | Nový Zéland                |                           |                           | 33        | Wales       | 18          |  |  |                           |        |
|  | Argentina                  | 10                        |                           | Austrálie | 21          |             |  |  |                           |        |
|  | Argentina                  | 10                        |                           |           | 21          |             |  |  |                           |        |
|  |                            |                           |                           |           |             |             |  |  | 21. října 2011 (Auckland) |        |
|  |                            |                           |                           |           |             |             |  |  |                           |        |

### Čtvrtfinále
| 8. října 2011 18:00 NZDT (UTC+13) | Irsko                                                                         | 10 – 22 | Wales | Regional Stadium, Wellington Diváci: 35 787 Rozhodčí: Craig Joubert (Jižní Afrika) |
| 8. října 2011 18:00 NZDT (UTC+13) | Pětky: Earls 45' k Kopy po pětce: O'Gara (1/1) Trestné kopy: O'Gara (1/1) 24' | report  | Pětky: Shane Williams 3' k Phillips 51' n J. Davies 64' k Kopy po pětce: Priestland (2/3) Trestné kopy: Halfpenny (1/1) 29' | Regional Stadium, Wellington Diváci: 35 787 Rozhodčí: Craig Joubert (Jižní Afrika) |

| 8. října 2011 20:30 NZDT (UTC+13) | Anglie                                                        | 12 – 19 | Francie                                                                                              | Eden Park, Auckland Diváci: 49 105 Rozhodčí: Steve Walsh (Austrálie) |
| 8. října 2011 20:30 NZDT (UTC+13) | Pětky: Foden 55' k Cueto 77' n Kopy po pětce: Wilkinson (1/1) | report  | Pětky: Clerc 22' n Médard 31' n Trestné kopy: Yachvili (2/3) 11', 16' Drop góly: Trinh-Duc (1/1) 73' | Eden Park, Auckland Diváci: 49 105 Rozhodčí: Steve Walsh (Austrálie) |

| 9. října 2011 18:00 NZDT (UTC+13) | Jižní Afrika                                                        | 9 – 11 | Austrálie                                                  | Regional Stadium, Wellington Diváci: 34 914 Rozhodčí: Bryce Lawrence (Nový Zéland) |
| 9. října 2011 18:00 NZDT (UTC+13) | Trestné kopy: M. Steyn (2/4) 39', 56' Drop góly: M. Steyn (1/1) 60' | report | Pětky: Horwill 11' n Trestné kopy: O'Connor (2/2) 17', 72' | Regional Stadium, Wellington Diváci: 34 914 Rozhodčí: Bryce Lawrence (Nový Zéland) |

| 9. října 2011 20:30 NZDT (UTC+13) | Nový Zéland | 33 – 10 | Argentina                                                                                | Eden Park, Auckland Diváci: 57 192 Rozhodčí: Nigel Owens (Wales) |
| 9. října 2011 20:30 NZDT (UTC+13) | Pětky: Read 69' n Thorn 79' k Kopy po pětce: Cruden (1/1) Trestné kopy: Weepu (7/7) 13', 26', 36', 40', 50', 59', 73' | report  | Pětky: Farías Cabello 32' k Kopy po pětce: Contepomi (1/1) Trestné kopy: Bosch (1/1) 46' | Eden Park, Auckland Diváci: 57 192 Rozhodčí: Nigel Owens (Wales) |

### Semifinále
| 15. října 2011 21:00 NZDT (UTC+13) | Wales                                             | 8 – 9  | Francie                                 | Eden Park, Auckland Diváci: 58 630 Rozhodčí: Alain Rolland (Irsko) |
| 15. října 2011 21:00 NZDT (UTC+13) | Pětky: Phillips 58' n Trestné kopy: Hook (1/3) 8' | report | Trestné kopy: Parra (3/3) 22', 35', 51' | Eden Park, Auckland Diváci: 58 630 Rozhodčí: Alain Rolland (Irsko) |

| 16. října 2011 21:00 NZDT (UTC+13) | Austrálie                                                    | 6 – 20 | Nový Zéland                                                                               | Eden Park, Auckland Diváci: 60 087 Rozhodčí: Craig Joubert (Jižní Afrika) |
| 16. října 2011 21:00 NZDT (UTC+13) | Trestné kopy: O'Connor (1/1) 16' Drop góly: Cooper (1/1) 32' | report | Pětky: Nonu 6' n Trestné kopy: Weepu (4/7) 13', 38', 43', 73' Drop góly: Cruden (1/1) 22' | Eden Park, Auckland Diváci: 60 087 Rozhodčí: Craig Joubert (Jižní Afrika) |

### Zápas o bronz
| 21. října 2011 20:30 NZDT (UTC+13) | Wales | 18 – 21 | Austrálie | Eden Park, Auckland Diváci: 53 014 Rozhodčí: Wayne Barnes (Anglie) |
| 21. října 2011 20:30 NZDT (UTC+13) | Pětky: Shane Williams 50' n Halfpenny 80+' k Kopy po pětce: S. Jones (1/1) Trestné kopy: Hook (1/2) 20' S. Jones (1/1) 71' | report  | Pětky: Barnes 12' k McCalman 76' n Kopy po pětce: O'Connor (1/2) Trestné kopy: O'Connor (2/4) 54', 58' Drop góly: Barnes (1/1) 68' | Eden Park, Auckland Diváci: 53 014 Rozhodčí: Wayne Barnes (Anglie) |

### Finále
| 23. října 2011 21:00 NZDT (UTC+13) | Francie                                                   | 7 – 8  | Nový Zéland                                          | Eden Park, Auckland Diváci: 61 079 Rozhodčí: Craig Joubert (Jižní Afrika) |
| 23. října 2011 21:00 NZDT (UTC+13) | Pětky: Dusautoir 47' k Kopy po pětce: Trinh-Duc 49' (1/1) | report | Pětky: Woodcock 15' n Trestné kopy: Donald (1/1) 46' | Eden Park, Auckland Diváci: 61 079 Rozhodčí: Craig Joubert (Jižní Afrika) |